# 東北区水産研究所
東北区水産研究所（とうほくくすいさんけんきゅうじょ）は、かつて存在した水産研究・教育機構の研究所の一つ。漁業調査船若鷹丸（塩釜港）を擁する。略称は東北水研。

## 所在地
| 塩釜庁舎 | 宮城県塩竈市新浜町3-27-5         | 業務推進部、資源環境部   |
| 宮古庁舎 | 岩手県宮古市崎山第4地割9-1       | 沿岸漁業資源研究センター |
| 八戸庁舎 | 青森県八戸市字鮫町下盲久保25-259 | 資源管理部               |

## 研究組織
以下の2部1センター構成となっている。
資源環境部
資源管理部
沿岸漁業資源研究センター

## 沿革
- 1947年: 農林省水産試験場が宮古臨時試験地を開設。
- 1949年: 水産庁東北区水産研究所として発足。
- 1950年: 宮古臨時試験地を移転継承し、八戸支所とする。宮城県塩竈市杉の入に本所庁舎を開設。
- 1957年: 寒風澤島に寒風澤実験所を開設。
- 1966年: 寒風澤実験所を分室に昇格。
- 1967年: 本所を現在地（塩竈市新浜町）に移転
- 1973年: 寒風澤分室を廃止。
- 1979年: 社団法人日本栽培漁業協会が宮古事業場（現・宮古庁舎）を開設。
- 2001年: 独立行政法人化により水産総合研究センター東北区水産研究所となる。
- 2003年: 日本栽培漁業協会の水産総合研究センターへの統合により、宮古事業場は宮古栽培漁業センターと改称。
- 2011年: 東北地方太平洋沖地震により宮古栽培漁業センターの施設が全壊。宮古栽培漁業センターを統合する。
- 2013年: 宮古庁舎を再建。
- 2016年: 水産総合研究センターが水産大学校を統合し、国立研究開発法人水産研究・教育機構となる。
- 2020年：水研機構の体制改革により、他の8研究所とともに水産技術研究所および水産資源研究所へと改組される。